# 21635 Micahtoll
21635 Micahtoll (1999 NU19) là một tiểu hành tinh vành đai chính được phát hiện ngày 14 tháng 7 năm 1999 bởi Nhóm nghiên cứu tiểu hành tinh gần Trái Đất phòng thí nghiệm Lincoln Team ở Socorro, New Mexico.